# Hyreskontrakt
Hyreskontrakt är ett skriftligt hyresavtal, alltså en förbindelse mellan den som hyr ut och den hyrande.
Beträffande uthyrning av lägenhet i hyreshus i Sverige reglerar hyreslagen de villkor som får uppställas. Motsvarande lag i Finland är Lag om hyra av bostadslägenhet.
Hyreskontrakt kan likställas med upprättandes av ett avtal.